# Ozodiceromya johnsoni
Ozodiceromya johnsoni är en tvåvingeart som först beskrevs av Daniel William Coquillett 1893.  Ozodiceromya johnsoni ingår i släktet Ozodiceromya och familjen stilettflugor. Inga underarter finns listade i Catalogue of Life.